# Mildenhall
Mildenhall – miasto i civil parish w Wielkiej Brytanii, w Anglii, w hrabstwie Suffolk, w dystrykcie West Suffolk. Na północ od miasta znajduje się baza lotnicza RAF Mildenhall, użytkowana przez US Air Force. W 2011 civil parish liczyła 10 315 mieszkańców.